# Шаами-Юрт
Шаами-Юрт (чечен. ШаӀми-Йурт) — село в Ачхой-Мартановском районе Чеченской Республики. Административный центр Шаами-Юртовского сельского поселения.

## География
Село Шаами-Юрт расположено в междуречье рек Фортанга и Шалажа, чуть выше их впадения в Ассу, в 11 км к северо-востоку от районного центра Ачхой-Мартан и в 25 км к юго-западу от Грозного. Вдоль северной окраины села проходит автотрасса Кавказ.
Ближайшие населённые пункты: на северо-западе — сёла Самашки и Давыденко, на северо-востоке — село Закан-Юрт, на востоке — сёла Хамби-Ирзи и Кулары, на юго-востоке — сёла Валерик и Гехи, на юго-западе — село Катыр-Юрт.

## История

#### Ранняя история
В период раннего средневековья близ села находилось Шаами-Юртовское городище у впадения Шалажи в Ассу, а в черте села находятся средневековые могильники выложеные каменными выкладками.

#### Кавказская война
Во время Кавказской войны Шаами-Юрт несколько раз подвергался уничтожению.

#### Период выселения
В период с 1944 по 1958 года, во время выселения чеченцев и ликвидации Чечено-Ингушская АССР, село носило название Зелёная Роща. После восстановления Чечено-Ингушской АССР прежнее название села было восстановлено.
Постсоветский период
В период Первой чеченской войны Шаами-Юрт и его окрестности были известны в основном как места дислокации бойцов сопротивления. Так, в начале 1995 года российская фронтовая и армейская авиация нанесла ряд ракетно-бомбовых ударов по местам их сосредоточения в районе сёл Старые Атаги, Новые Атаги, Шаами-Юрт, Шали и Мескер-Юрт.
Осенью 1999 года, в ходе Второй чеченской войны, окрестности села были подвергнуты бомбардировкам со стороны российских федеральных войск под командованием Владимира Шаманова, что привело к жертвам среди мирного населения и затянувшимся разбирательствам в международных судах. Интересы заявителей, в том числе жителей села Шаами-Юрт, представлял правозащитный центр «Мемориал».
По сообщению сотрудников Правозащитного центра «Мемориал», в феврале командование вооружённых сил РФ преднамеренно (в рамках разработанной военной операции) открыло ложный «коридор» для выхода чеченских вооружённых отрядов из Грозного. Этот «коридор», ведший на минные поля и к засадам, открывал при этом бойцам сопротивления путь к ряду сёл, в том числе и к Катыр-Юрту, объявленному перед этим федеральными властями «зоной безопасности». В результате ряд сёл — Алхан-Кала, Катыр-Юрт, Шаами-Юрт, Закан-Юрт — при проходе через них чеченских отрядов, и даже после их ухода из этих сёл, подверглись чрезвычайно сильным артиллерийским и ракетно-бомбовым ударам и сильно пострадали. Имелись многочисленные жертвы среди гражданского населения.
В марте 2000 года северокавказский корреспондент «Радио Свобода» Олег Кусов вспоминал, в том числе и о селе Шаами-Юрт, следующее:
Я не помню, чтобы в прошлую войну стирали с лица земли целые селения. А в эту войну такое происходило с селениями Шаами-Юрт, Катыр-Юрт, Гехи-Чу, Шатой…
В конце 2000 года Владимир Шаманов утверждал, что военную операцию в Шаами-Юрте пришлось проводить, потому что чеченские отряды превратили ряд населённых пунктов, в числе которых был Шаами-Юрт, в опорные пункты:
В итоге получилось, что в период наступления на Грозный в Западной группировке боевых столкновений можно было по пальцам пересчитать. В пределах Горагорска, на Терском хребте. Это раз. Катырюрт. Два. Шаамиюрт и Алханюрт. Четыре боевых столкновений в селах, которые боевики превратили в опорные пункты. Во всех остальных населённых пунктах местное население само не позволило бандитам размещаться на своей территории.
В 2002—2004 годах для Шаами-Юрта и его окрестностей были характерны локальные боевые столкновения, попытки подрыва здания администрации села, обстрелы и подрывы бронетранспортеров, убийства российских военных, подрывы автотранспорта правоохранительных органов, обнаружение тайников со взрывчаткой и оружием, обстрел колонн с гуманитарным грузом, содержание похищенных лиц в заложниках, тиражирование экстремистской литературы.

## Население
| 1990  | 2002  | 2010  | 2012  | 2013  | 2014  | 2015  |
| ----- | ----- | ----- | ----- | ----- | ----- | ----- |
| 2814  | ↗3202 | ↗4018 | ↗4197 | ↗4340 | ↗4403 | ↗4484 |
| 2016  | 2017  | 2018  | 2019  | 2020  | 2021  | 2023  |
| ↗4568 | ↗4646 | ↗4740 | ↗4841 | ↗4908 | ↗5213 | ↗5336 |
| 2024  |       |       |       |       |       |       |
| ↗5419 |       |       |       |       |       |       |

Национальный состав
По данным Всероссийской переписи населения 2010 года:
| Народ   | Численность, чел. | Доля от всего населения, % |
| ------- | ----------------- | -------------------------- |
| чеченцы | 4014              | 99,9 %                     |
| другие  | 4                 | 0,1 %                      |
| всего   | 4018              | 100,00 %                   |

## Культура и наука
В 2007 году состоялось торжественное открытие отремонтированной средней школы селения Шаами-Юрт, в котором принял участие Президент Чеченской Республики Рамзан Кадыров. Также на территории школы построен отдельный корпус на 300 мест для начальных классов, Шаамиюртовская школа приняла 800 человек учащихся. С 2009 года в рамках реализации президентской программы по возрождению и сохранению обычаев и традиций чеченского народа, министерством культуры Чеченской Республики проводятся мероприятия по всей республике, например, в селе Шаами-юрт Ачхой-Мартановского района проводят театрализованные представления, посвящённые наступлению весны «Дуьххара гота якхар», что значит «Праздник первой борозды».

## Инфраструктура
С марта 2004 года, в рамках программы сокращения армейских блокпостов, в районе селения Шаами-Юрт была разблокирована федеральная автотрасса «Кавказ». До 2009 года село Шаами-Юрт связывали с другими населёнными пунктами и Грозным частные извозчики, в селе не было рейсового автобуса.

## Спорт
В селении Шаами-Юрт Ачхой-Мартановского района Чеченской Республики проводят конные скачки, на которые съезжаются несколько тысяч зрителей со всех районов республики, по сообщению «Новой Газеты» № 21 от 26 марта 2007 года в селе была открыта спортивная секция, в которой глава администрации Саид-Магомед Багаев обучал детей и подростков борьбе джиу-джитсу.

## Религия
По просьбе жителей села с 2007 года восстанавливается местная мечеть.

## В художественной литературе
Чеченский поэт Умар Яричев в своем стихотворении «Обет» делает Шаами-Юрт центром описываемых событий и посвящает стихотворение чеченскому религиозному деятелю из аула Шаами-Юрт:

Немеркнущей памяти святого (авлияа-а) Ахмад-Дукъ-Хаджи Батукаева, тейпа курчалой, из аула Шаами-Юрт с глубоким уважением посвящается.
В романе Дмитрия Черкасова «Невидимки», ваххабиты прорываются через село Шаами-Юрт:
3 февраля банда Абу-Дарра была блокирована российскими войсками в селении Шаами-Юрт. Тогда из кольца удалось ускользнуть немногим, но «храбрый араб» бежал быстрее многих своих подчиненных и потому остался в живых.
На сайте «Кавказ-Центр» говорилось о реально существующем Абу-Дарре, воевавшем в селении Шаами-Юрт.

## Администрация
В 2007 году главой администрации села назначен выпускник Московского автодорожного института Саид-Магомед Багаев. Вот как писала о нём «Новая Газета»:

Люди, знающие этого 30-летнего парня, говорят, что с его появлением в Шаамиюрт начала возвращаться надежда на справедливость. Ведь последние два десятка лет местные неформальные лидеры тянули молодых ребят в горы, учили стрелять и убивать, за что оппоненты боевиков — федералы — зачищали село и зачищали.